# Швачич Ростислав Вікторович
Шва́чич Ростисла́в Ві́кторович (нар. 22 вересня 2000, Кривий Ріг) — український військовослужбовець, лицар ордена Богдана Хмельницького (Україна),
Відзначився у боях за Маріуполь (2022) та повному оточенні на території маріупольського металургійного комбінату «Азовсталь».

## Життєпис
Народився 22 вересня 2000 року в місті Кривий Ріг. З дитинства займався спортом ― плаванням та єдиноборствами. У юнацькому віці починає захоплюватися медициною, а також військовою справою.
Здобув базову середню освіту в Криворізькій загальноосвітній школі Ι-ΙΙΙ ступенів № 36,. Вступає до Криворізького медичного коледжу на факультет лікувальної справи, після чого забирає документи та здає іспити до Криворізького обласного ліцею-інтернату для сільської молоді на біолого-хімічний профіль.
У вересні 2017 року вступає до Національного медичного університету імені О. О. Богомольця на факультет підготовки лікарів до Збройних сил України.
На початку російського вторгнення в Україну виконує службово-бойові завдання у місті Маріуполь та бере участь у обороні Маріуполя, та боях на території металургійного комбінату «Азовсталь». 20 травня 2022 року командир загону спецпризначення «Азов» Денис Прокопенко повідомив, що на 86-й день кругової оборони Маріуполя був отриманий наказ про припинення оборони міста. «Студент» (позивний Швачича), разом зі своїми побратимами, потрапив у полон до росіян, де провів 851 день. Звільнений із полону 14 вересня 2024 року.

## Нагороди
- Орден Богдана Хмельницького III ступеня (05 травня 2022) ― За особисту мужність і самовіддані дії, виявлені у захисті державного суверенітету та територіальної цілісності України, вірність військовій присязі.[1]